# Otto Witte

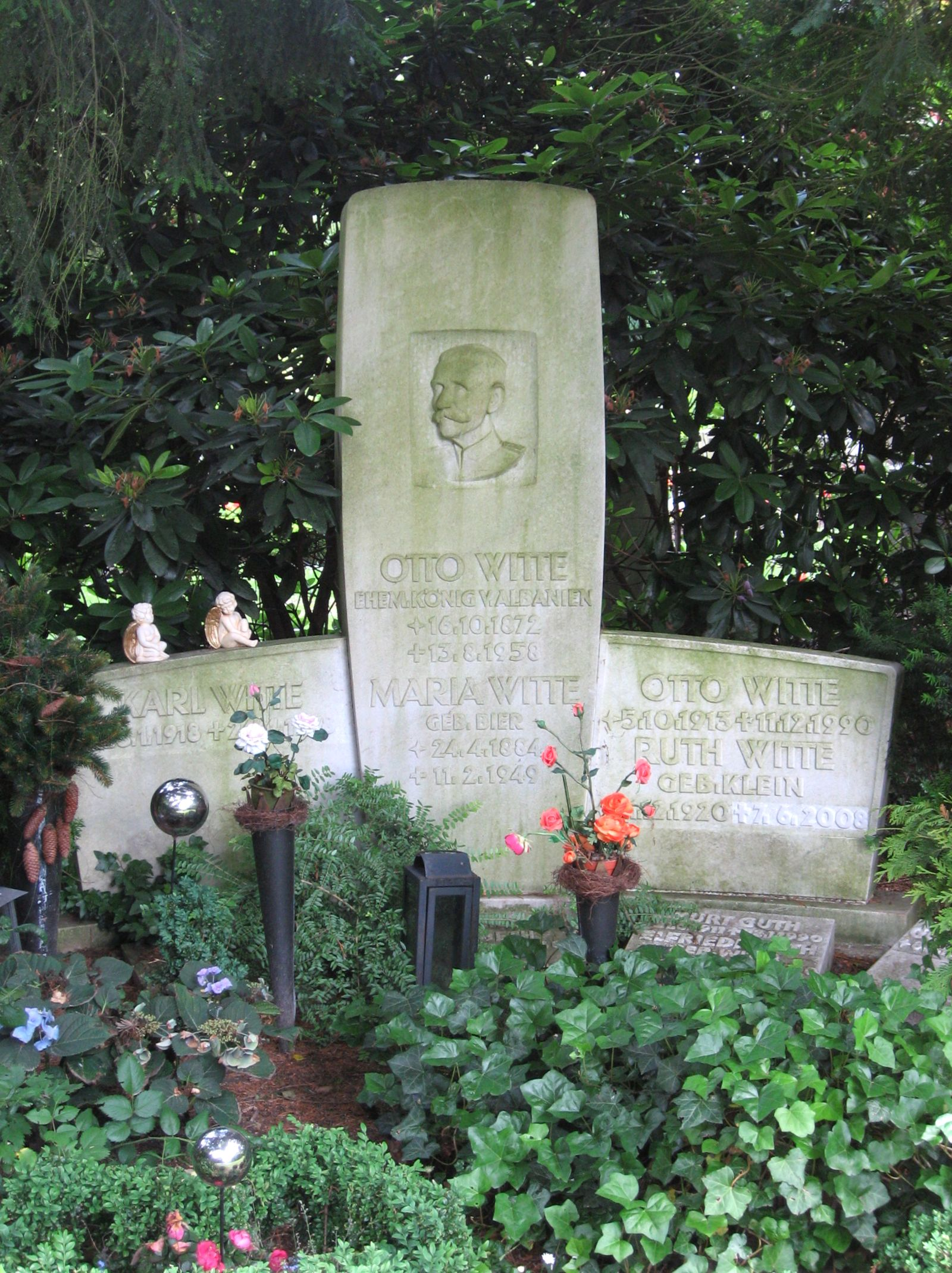
Otto Witte sírja Hamburgban

Otto Witte (Dortmund, 1872. október 16. – Hamburg, 1958. augusztus 13.) német cirkuszi akrobata, I. Ottó néven 1913-ban öt napig Albánia királya.

## Élete
Otto Witte 1872-ben született a németországi Dortmund városában. Ifjú korában cirkuszi akrobatának szegődött.
Albánia 1912. évi függetlenné válása után muzulmán albánok egy csoportja felajánlotta az albán trónt V. Mehmed unokaöccsének, Halim ed-Dinnek. Witte kihasználván, hogy a megszólalásig hasonlít ed-Dinre, Durrësba utazott kardnyelő artista barátjával, Max Schlepsiggel. A helyi muzulmán albánok 1913. augusztus 13-án királlyá koronázták, és a következő öt napban háremet rendelt magának, valamint hadat üzent Montenegrónak. Augusztus 18-án lelepleződött, de a királyi kincstár egy részével sikerült megszökniük és elhagyniuk Albániát.
Történetét az amerikai Harry Turtledove dolgozta fel Every inch a king című regényében.
Hátralévő életében a berlini hatóságok által kibocsátott személyi igazolványának foglalkozási rovatában a „cirkuszigazgató” mellett az „Albánia egykori királya” bejegyzés is szerepelt.